# Pelényi Mária
Ozora Sebestyénné Pelényi Mária (Komárom, 1943. február 22.–) iparművész.

## Pályafutása
1961-ben végzett a Képző- és Iparművészeti Gimnázium kerámia szakán, tanárai Sándor István, Somogyi József és Erdős Géza voltak. Ezután a Hollóházi Porcelángyárhoz került, ahol 1978-tól mint tervező dolgozik. Munkássága a készletek, dísztárgyak, figurák dekor-tervezésére terjed ki. A gyári terveket és a stúdiómunkákat bemutatta a gyár magyarországi és külföldön kiállításain is.

## Válogatott csoportos kiállítások
- 1988 • Országos Szilikátipari Formatervezési Triennálé, Megyei Művelődési Központ, Kecskemét.